# Tilltalsnamn
Tilltalsnamn är det eller de av en persons förnamn som vid sidan av efternamnet används vid tilltal, presentation och omnämnande. Bland bekanta kan tilltalsnamnet användas ensamt och eventuellt ett smeknamn användas istället. Hur tilltalsnamn, efternamn och titlar används varierar mellan olika språkområden och kulturer.
Det är inte ovanligt att tilltalsnamnet är ett annat av förnamnen än det första. Se följande exempel, med tilltalsnamnen markerade i fetstil: Johan August Strindberg, Carl Wilhelm Eugen Stenhammar, Sara Caroline Seger. Tilltalsnamn kan utgöras av två separata förnamn utan bindestreck, som till exempel för Per Gunnar Henning Evander. Ibland kan ena halvan av ett dubbelnamn användas som tilltalsnamn, som i fallet Gun-Marie Fredriksson. 
I svensk folkbokföring finns tilltalsnamnet angivet för cirka 2/3 av personerna. Det finns inget som säger att ett tilltalsnamn måste registreras, att det överhuvudtaget görs är bara en service till de folkbokförda som vill ha det så. Byte av tilltalsnamnsmarkering kan göras helt utan att det ställs några krav på formen för anmälan av detta. Det innebär att det inte finns någon statistik över tilltalsnamn utan första namnet behandlas statistiskt som tilltalsnamn när uppgift om tilltalsnamn saknas.

De vanligaste tilltalsnamnen i Sverige år 2016 med fördelning över födelseår.